# Some Might Say
«Some Might Say» es una canción de la banda de rock inglesa Oasis, escrita por su guitarrista principal, Noel Gallagher. Fue el primer sencillo de su segundo disco (What's the Story) Morning Glory? (1995), y le trajo a la banda su primer número 1 en las listas del Reino Unido. Aparece en el videojuego Guitar Hero World Tour.
La canción fue aparentemente inspirada por los Small Faces o T-Rex. Fue la última canción de Oasis con Tony McCarroll, al cual despidieron durante las grabaciones para (What's the Story) Morning Glory?

## Vídeo musical
El video oficial fue dirigido por Stuart Fryer, teniendo como videos respectivos, Supersonic y Cigarettes & Alcohol, canciones extraídas de su primer álbum Definitely Maybe.

## Listado de canciones
CD sencillo (CRESCD 204)

| N.º   | Título           | Duración |  |
| 1.    | «Some Might Say» | 5:28     |  |
| 2.    | «Talk Tonight»   | 4:21     |  |
| 3.    | «Acquiesce»      | 4:24     |  |
| 4.    | «Headshrinker»   | 4:38     |  |
| 18:51 |                  |          |  |

Vinilo de 12" (CRE 204T)

| N.º   | Título           | Duración |  |
| 1.    | «Some Might Say» | 5:27     |  |
| 2.    | «Talk Tonight»   | 4:22     |  |
| 3.    | «Acquiesce»      | 4:26     |  |
| 14:15 |                  |          |  |

Vinilo de 7" (CRE 204), Sencillo en CD cardsleeve (HES 661448 1), Casete (CRECS 204)

| N.º  | Título           | Duración |  |
| 1.   | «Some Might Say» | 5:27     |  |
| 2.   | «Talk Tonight»   | 4:22     |  |
| 9:49 |                  |          |  |

CD Maxi-sencillo Japón (ESCA 6251)

| N.º   | Título                              | Duración |  |
| 1.    | «Some Might Say»                    | 5:27     |  |
| 2.    | «Talk Tonight»                      | 4:21     |  |
| 3.    | «Acquiesce»                         | 4:24     |  |
| 4.    | «Headshrinker»                      | 4:39     |  |
| 5.    | «Some Might Say» (Demo Version)     | 6:47     |  |
| 6.    | «You've Got To Hide Your Love Away» | 2:16     |  |
| 27:54 |                                     |          |  |

Sencillo en CD Australia (HES 664059 2)

| N.º   | Título                    | Duración |  |
| 1.    | «Some Might Say»          | 6:14     |  |
| 2.    | «Listen Up»               | 6:39     |  |
| 3.    | «Bring It On Down» (Live) | 4:17     |  |
| 17:10 |                           |          |  |

CD promocional (SAMP 2704)

| N.º  | Título                        | Duración |  |
| 1.   | «Some Might Say» (Radio Edit) | 4:01     |  |
| 2.   | «Some Might Say»              | 5:27     |  |
| 9:28 |                               |          |  |

CD promocional #2 (CCD204)

| N.º  | Título           | Duración |  |
| 1.   | «Some Might Say» | 5:27     |  |
| 5:27 |                  |          |  |

## Posicionamiento en listas y certificaciones
| Listas (1995)                   | Mejor posición |
| ------------------------------- | -------------- |
| Bélgica (Valonia) (Ultratop 50) | 33             |
| Francia (SNEP)                  | 5              |
| Irlanda (IRMA)                  | 3              |
| Japón (Oricon)                  | 43             |
| Reino Unido (UK Singles Chart)  | 1              |
| Suecia (Sverigetopplistan)      | 7              |

| País        | Organismo certificador | Certificación | Ref.  |
| ----------- | ---------------------- | ------------- | ----- |
| Reino Unido | BPI                    | Disco de Oro  | [ 6 ] |

### Sucesión en listas
| Anterior: «Back for Good» de Take That | UK Singles Chart — Sencillo Nro 1 30 de abril de 1995 — 6 de mayo de 1995 | Siguiente: «Dreamer» de Livin' Joy |